# إي. فرنسيس جونز
إي. فرنسيس جونز (بالإنجليزية: E. Holman Jones)‏ هو صحفي وشخصية أعمال وسياسي أمريكي، ولد في 17 ديسمبر 1926 في أوكدل في الولايات المتحدة، وتوفي في 12 يناير 2014 في لافاييت في الولايات المتحدة. حزبياً، نشط في الحزب الديمقراطي. وقد انتخب عضو مجلس نواب لويزيانا.